# Glazba u 1987.
Glazba u 1987. godini.

## Svijet

### Izdanja
Objavljeni studijski, koncertni i kompilacijski albumi, singlovi, maksi singlovi, EP-ovi.
Za poznate glazbenike koje su tad objavili djelo, ali nisu ga objavili nosaču zvuka kod izdavačke kuće, nego u vlastitom izdanju, to ulazi ovdje. Isto vrijedi i za one glazbenike koji (ni)su djelovali u doba kad nije bilo nosača zvuka, nego su djelo objavili u pisanom obliku.

### Koncertne turneje
Održane koncertne turneje.
- Run–DMC and Beastie Boys – Together Forever Tour, 1987.[1]
- Tina Turner – Break Every Rule World Tour, 1987.[1]
- Madonna – Who’s That Girl World Tour, 1987.[1]
- Tom Waits – Big Time Tour, 1987.[1]
- Paul Simon – The Graceland Tour, 1987.[1]
- Whitney Houston – The Moment of Truth World Tour, 1987. – 1988.[1]
- Michael Jackson – Bad World Tour, 1987. – 1989.[1]

### Istaknuti koncerti
Povijesno važni koncerti, prvi povijesni koncert nekog glazbenog subjekta ili posljednji (oproštajni) koncert nekog glazbenog subjekta.

### Europska natjecanja
Europska glazbena natjecanja.
- Pjesma Eurovizije:

### Osnivanja
Osnivanja poznatih izdavačkih kuća, sastava, prvi glazbeni angažman, glazbenih emisija na radiju, televiziji, glazbenih časopisa ili portala, pokretanje glazbene manifestacije, izgradnja poznate koncertne dvorane ili otvaranje poznatog glazbenog kluba, pojava (nastanak ili dolakak) glazbenog pravca i sl.

### Gašenja i raspuštanja
Gašenja ili preuzimanja poznatih izdavačkih kuća, sastava, glazbenih emisija na radiju, televiziji, glazbenih časopisa ili portala, glazbene manifestacije, raspuštanja glazbenih subjekata i sl.

### Rođenja
Rođenja poznatih glazbenika i osoba u svezi s glazbom.
- 9. siječnja – Paolo Nutini
- 17. lipnja – Anžej Dežan
- 28. rujna – Hilary Duff
- 18. listopada – Zac Efron

### Smrti
Smrti poznatih glazbenika i osoba u svezi s glazbom.
- 11. rujna – Peter Tosh,  jamajčanski reggae glazbenik i revolucionar

### Ostalo
Uvođenje novih nosača zvuka, medijskog servisa i distribucijskog kanala i sl.

## Hrvatska i u Hrvata

### Kandidiranje za europska i svjetska natjecanja
Hrvatski kandidat za Pjesmu Eurovizije na Jugoviziji.

### Izdanja
Objavljeni studijski, koncertni i kompilacijski albumi, singlovi, maksi singlovi, EP-ovi.
Za poznate glazbenike koje su tad objavili djelo, ali nisu ga objavili nosaču zvuka kod izdavačke kuće, nego u vlastitom izdanju, to ulazi ovdje. Isto vrijedi i za one glazbenike koji (ni)su djelovali u doba kad nije bilo nosača zvuka, nego su djelo objavili u pisanom obliku.
- Đavoli objavili studijski album Hallo Lulu 22
- Crna udovica objavila studijski album Sudbina

### Osnivanja
Osnivanja poznatih izdavačkih kuća, udruga, sastava, prvi glazbeni angažman, glazbenih emisija na radiju, televiziji, glazbenih časopisa ili portala, pokretanje glazbene manifestacije, izgradnja poznate koncertne dvorane ili otvaranje poznatog glazbenog kluba, pojava (nastanak ili dolakak) glazbenog pravca i sl.

### Gašenja i raspuštanja
Gašenja ili preuzimanja poznatih izdavačkih kuća, sastava, glazbenih emisija na radiju, televiziji, glazbenih časopisa ili portala, glazbene manifestacije, raspuštanja glazbenih subjekata i sl.

### Rođenja
Rođenja poznatih glazbenika i osoba u svezi s glazbom.

### Smrti
Smrti poznatih glazbenika i osoba u svezi s glazbom.

### Ostalo
Uvođenje novih nosača zvuka, medijskog servisa i distribucijskog kanala i sl.